# 田口啓作
田口 啓作（たぐち けいさく、1905年（明治38年）6月7日 - 1991年（平成3年）6月10日）は、日本の農学者。農学博士（北海道大学・論文博士・1957年）。専門は作物育種学。北海道拓殖短期大学元学長。

## 人物
東京府（現在の東京都）生まれ。1933年（昭和8年）北海道帝国大学農学部卒業。同年、同農学部助手。1940年宮城農学校助教授。その後、農林水産省東北農業試験場主任研究員を経て、1957年（昭和32年）北海道大学農学部教授。同学生部長。同農学部附属農場長。1969年北海道大学定年退官。同名誉教授。北海道拓殖短期大学教授。1975年北海道拓殖短期大学学長。1981年北海道拓殖短期大学退職。1991年6月10日、肺梗塞のため逝去。
1957年、農学博士（北海道大学）の学位を取得。学位論文の題は「馬鈴薯品種の交雑育種に関する研究」。

## 受賞歴
- 河北新報社文化賞（1953年）
- 農林大臣賞（1956年）
- 育種学会賞（1959年）
- 北海道澱粉工業協会賞（1968年）
- 勲三等旭日中綬章（1976年）

## 主要論文
- 『東北地方に於ける水田裏作と裏作馬鈴薯に就て』東北農業 4巻2号 1950年
- 『2,4-D処理が馬鈴薯品種の結顆に及ぼす影響』分担執筆 東北農業試験場研究報告 4号 1955
- 『北海道における主要牧草の播種時期に関する研究』分担執筆 北海道大学農学部附属農場報告 12号 1964年
- 『ばれいしょの生理生態学的研究 : 第２報　乾物生産について』分担執筆 北海道大学農学部附属農場報告 17号 1969年